# Ralf-Rainer Rygulla
Ralf-Rainer Rygulla (* 6. November 1943 in Kattowitz, Oberschlesien) ist ein deutscher Schriftsteller und Herausgeber.

## Leben und Werk
Rygulla wuchs in Höxter auf und absolvierte 1959–62 eine Buchhändlerlehre in Essen. Er lebte drei Jahre in London, studierte an der Pädagogischen Hochschule Köln. Er war Übersetzer und Lektor im März Verlag und freier Lektor bei Rowohlt. 1967 gab er bei der Berliner Oberbaum Presse die Anthologie Underground Poems heraus, als erweiterte Ausgabe Fuck you! bei Melzer (1968), die – wie Höllerer/Corsos Junge Amerikanische Lyrik (1961) und Paetels Beat (1962) – dem westdeutschen Publikum die neueste Beat- und Underground-Lyrik aus den USA näher brachte. Fuck you!, benannt nach Ed Sanders Fuck You: A Magazine of the Arts (1962f.), stellte  Charles Bukowski, Frank O’Hara, Ted Berrigan, Ed Sanders, Tuli Kupferberg, Philip Whalen, Jack Spicer, Edward Dorn und Leonore Kandel vor. 1980 erschien im Fischer-Taschenbuch-Verlag eine Neuauflage des Bandes.
1969 gab Rygulla zusammen mit Rolf Dieter Brinkmann im März Verlag die Anthologie Acid. Neue amerikanische Szene heraus, die bis heute zu den wesentlichen Zeugnissen der auf die Beat-Lyrik folgenden amerikanischen Untergrundliteratur gehört. Zusammen mit Brinkmann, den er seit der gemeinsamen Buchhändlerlehre kannte, unternahm er auch lyrische Experimente wie etwa „Der joviale Russe“, die ‚Übersetzung‘ des Apollinaire-Gedichts „La jolie rousse“ ohne Kenntnisse der Originalsprache. Rygulla veröffentlichte 1995 Frank Xerox’ wüster Traum und weitere Proben seiner Zusammenarbeit mit Brinkmann in Rowohlts Literaturmagazin.

## Bücher
- als Hrsg.: Underground Poems: Untergrund Gedichte. Letzte Amerikanische Lyrik. Englisch und Deutsch. Übersetzt, herausgegeben und mit einem Nachwort von Ralf-Rainer Rygulla. Oberbaumpresse, Berlin 1967 (enthält Gedichte von Ed Sanders, Charles Olson, Adam Saroyan, Max Finstein, Ed Dorn, M. L. Rosenthal, Frank O’Hara, Bob Kaufmann, Robert Creeley, Max Silverton, Philip Whalen, Jack Spicer).
- als Hrsg.: Fuck You! Underground Gedichte. Melzer, Darmstadt 1968.
- mit Rolf-Dieter Brinkmann (Hrsg.): Acid. Neue amerikanische Szene. März, Darmstadt 1969.
- Die Qual der Belgier. Songs. Paria, Frankfurt am Main 1989.
- Zu den Briefen des jungen Dichters 1961 bis 1970. In: Karl-Eckhard Carius (Hrsg.): Brinkmann. Schnitte im Atemschutz. Edition text + kritik, München 2008, ISBN 978-3-88377-938-6, S. 114–121.
- mit Marco Sagurna (Hrsg.): Der Osten leuchtet. Poetische Töne aus Europa. Illustrationen von Andree Sandkötter, Axel Dielmann, Frankfurt a. M. 2022, ISBN 978-3-86638-306-7.